# 무적핑크
무적핑크(1989년 9월 17일 ~ )는 대한민국의 만화가이다. 본명은 변지민.

## 개요
그녀는 현재 웹툰 작가로 활동하고 있다. 대표적인 작품은 조선왕조실톡, 삼국지톡이다.

## 생애
현재 서울대학교 시각디자인학과에 재학 중이다.
그녀는 일반계 고등학교인 숙명여자고등학교에 입학했다. 변지민이 고등학교 2학년이 되기 직전 학교 선생님의 권유로 서울시 미술 영재학급 시험을 치르면서 변지민은 본격적으로 미술을 시작했다. 이후 변지민은 UCC 공모전에서 40여 개의 상을 받고 블로그에 쓴 내용을 기반으로 2010년 2월 '고 3생존비기'를 출간했다.

## 작품
- 2009년 실질객관동화
- 2010년 고 3생존비기
- 2012년 경운기를 탄 왕자님
- 2013년 실질객관영화
- 2014년 조선왕조실톡
- 2017년 세계사톡
- 2018년 삼국지톡